# كسوف الشمس 1 يوليو 2076
سيحدث كسوف جزئي للشمس يوم الأربعاء 1 يوليو 2076. يحدث كسوف الشمس عندما يمر القمر بين الأرض والشمس ، وبالتالي يحجب صورة الشمس كليًا أو جزئيًا عن مشاهد على الأرض. يحدث كسوف جزئي للشمس في المناطق القطبية من الأرض عندما يغيب مركز ظل القمر عن الأرض.

## الخسوفات ذات الصلة

### كسوف الشمس 2073-2076
هذا الكسوف هو جزء من سلسلة كسوف الشمس 2076-2079. يتكرر الكسوف في كل 177 يومًا تقريبًا و 4 ساعات في العقد المتناوبة من مدار القمر.
| 122 | فبراير 7, 2073 جزئي | 127 | أغسطس 3, 2073 كلي   |
| 132 | يناير 27, 2074 حلقي | 137 | يوليو 24, 2074 حلقي |
| 142 | يناير 16, 2075 كلي  | 147 | يوليو 13, 2075 حلقي |
| 152 | يناير 6, 2076 كلي   | 157 | يوليو 1, 2076 جزئي  |

### سلسلة تريتوس
هذا الكسوف هو جزء من دورة تريتوس ، يتكرر عند العقد المتناوبة كل 135 شهرًا متزامنًا (≈ 3986.63 يومًا ، أو 11 عامًا ناقص شهر واحد).
مظهرها وخط طولها غير منتظمين بسبب نقص التزامن مع الشهر غير الطبيعي (فترة الحضيض) ، لكن التجمعات المكونة من 3 دورات تريتوس (33 عامًا ناقص 3 أشهر) تقترب (≈ 434.044 شهرًا غير طبيعي) ، لذا فإن الكسوف متشابه في هذه التجمعات.
| أعضاء السلسلة بين عامي 1901 و 2100           | أعضاء السلسلة بين عامي 1901 و 2100           | أعضاء السلسلة بين عامي 1901 و 2100           | أعضاء السلسلة بين عامي 1901 و 2100 |
| -------------------------------------------- | -------------------------------------------- | -------------------------------------------- | ---------------------------------- |
| </img> </br>9 سبتمبر 1904 </br> (ساروس 133)  | </img> </br> 10 أغسطس 1915 </br> (ساروس 134) | </img> </br> 9 يوليو 1926 </br> (ساروس 135)  |                                    |
| </img> </br> 8 يونيو 1937 </br> (ساروس 136)  | </img> </br> 9 مايو 1948 </br> (ساروس 137)   | </img> </br> 8 أبريل 1959 </br> (ساروس 138)  |                                    |
| </img> </br> 7 مارس 1970 </br> (ساروس 139)   | </img> </br> 4 فبراير 1981 </br> (ساروس 140) | </img> </br> 4 يناير 1992 </br> (ساروس 141)  |                                    |
| </img> </br> 4 ديسمبر 2002 </br> (ساروس 142) | </img> </br> 3 نوفمبر 2013 </br> (ساروس 143) | </img> </br> 2 أكتوبر 2024 </br> (ساروس 144) |                                    |
| </img> </br> 2 سبتمبر 2035 </br> (ساروس 145) | </img> </br> 2 أغسطس 2046 </br> (ساروس 146)  | </img> </br> 1 يوليو 2057 </br> (ساروس 147)  |                                    |
| </img> </br> 31 مايو 2068 </br> (ساروس 148)  | </img> </br> 1 مايو 2079 </br> (ساروس 149)   | </img> </br> 31 مارس 2090 </br> (ساروس 150)  |                                    |

### سلسلة اينكس
هذا الكسوف هو جزء من دورة اينكس طويلة الأمد، يتكرر عند العقد المتناوبة، كل 358 شهرًا سينوديًا (≈ 10571.95 يومًا، أو 29 عامًا ناقص 20 يومًا).
مظهرها وخط طولها غير منتظمين بسبب عدم التزامن مع الشهر غير الطبيعي (فترة الحضيض). ومع ذلك، فإن مجموعات 3 دورات اينكس (87 سنة ناقص شهرين) تقترب (≈ 1,151.02 شهرًا غير طبيعي) ، لذا فإن الكسوف متشابه في هذه المجموعات.
| أعضاء سلسلة Inex بين عامي 1901 و 2100:        | أعضاء سلسلة Inex بين عامي 1901 و 2100:        | أعضاء سلسلة Inex بين عامي 1901 و 2100:       |
| --------------------------------------------- | --------------------------------------------- | -------------------------------------------- |
| </img> </br>11 نوفمبر 1901 </br> (ساروس 141)  | </img> </br> 21 أكتوبر 1930 </br> (ساروس 142) | </img> </br> 2 أكتوبر 1959 </br> (ساروس 143) |
| </img> </br> 11 سبتمبر 1988 </br> (ساروس 144) | </img> </br> 21 أغسطس 2017 </br> (ساروس 145)  | </img> </br> 2 أغسطس 2046 </br> (ساروس 146)  |
| </img> </br> 13 يوليو 2075 </br> (ساروس 147)  |                                               |                                              |

### سلسلة ميتونيك
تتكرر السلسلة ميتونيك كل 19 عامًا (6939.69 يومًا) ، وتستمر حوالي 5 دورات. يحدث الكسوف في نفس تاريخ التقويم تقريبًا. بالإضافة إلى ذلك، تتكرر سلسلة أكتون الفرعية 1/5 من ذلك أو كل 3.8 سنوات (1387.94 يومًا). تحدث جميع الكسوفات في هذا الجدول عند العقدة الصاعدة للقمر.
| 21 أحداث الكسوف بين 21 يونيو 1982 و 21 يونيو 2058 | 21 أحداث الكسوف بين 21 يونيو 1982 و 21 يونيو 2058 | 21 أحداث الكسوف بين 21 يونيو 1982 و 21 يونيو 2058 | 21 أحداث الكسوف بين 21 يونيو 1982 و 21 يونيو 2058 | 21 أحداث الكسوف بين 21 يونيو 1982 و 21 يونيو 2058 |
| يونيو 21                                          | أبريل 8–9                                         | يناير 26                                          | نوفمبر 13–14                                      | سبتمبر 1–2                                        |
| 107                                               | 109                                               | 111                                               | 113                                               | 115                                               |
| ------------------------------------------------- | ------------------------------------------------- | ------------------------------------------------- | ------------------------------------------------- | ------------------------------------------------- |
| يونيو 21, 1963                                    | أبريل 9, 1967                                     | يناير 26, 1971                                    | نوفمبر 14, 1974                                   | سبتمبر 2, 1978                                    |
| 117                                               | 119                                               | 121                                               | 123                                               | 125                                               |
| يونيو 21, 1982 [الإنجليزية]                       | أبريل 9, 1986 [الإنجليزية]                        | يناير 26, 1990 [الإنجليزية]                       | نوفمبر 13, 1993 [الإنجليزية]                      | سبتمبر 2, 1997 [الإنجليزية]                       |
| 127                                               | 129                                               | 131                                               | 133                                               | 135                                               |
| يونيو 21, 2001                                    | أبريل 8, 2005                                     | يناير 26, 2009                                    | نوفمبر 13, 2012                                   | سبتمبر 1, 2016                                    |
| 137                                               | 139                                               | 141                                               | 143                                               | 145                                               |
| يونيو 21, 2020                                    | أبريل 8, 2024                                     | يناير 26, 2028                                    | نوفمبر 14, 2031                                   | سبتمبر 2, 2035                                    |
| 147                                               | 149                                               | 151                                               | 153                                               | 155                                               |
| يونيو 21, 2039                                    | أبريل 9, 2043                                     | يناير 26, 2047                                    | نوفمبر 14, 2050                                   | سبتمبر 2, 2054                                    |
| 157                                               |                                                   |                                                   |                                                   |                                                   |
| يونيو 21, 2058                                    |                                                   |                                                   |                                                   |                                                   |

## روابط خارجية
- رسومات ناسا
- خريطة تفاعلية للكسوف من وكالة ناسا
- www.solar-eclipse.de - متوسط التغطية السحابية والمدن على طول مسار الكسوف
- رسومات ناسا